# Pierre Merejkowsky
Pierre Merejowsky, né le 26 novembre 1955 ou en 1958, est un philosophe, réalisateur et écrivain français.

## Filmographie partielle
- 2015 : Lux Perpetua, 75 min
- 2014 : Tu crois qu'elle va venir ?, 54 min
- 2013 : Voyage au Cœur de l'Europe Socialique, 70 min
- 2012 : L'abbé Pierre c'est moi, vidéo 27 min
- 2011 : Post view, vidéo, 7 min
- 2010 : Il était fois l'écologie, vidéo, 13 min
- 2009 : Les exclus parlent aux exclus, vidéo, 33 min
- 2009 : Moi autobiographie 16e version, fiction, 54 min
- 2007 : Que faire?, vidéo, 75 min
- 2007 : L'aube, vidéo, 15 min
- 2007 : Filmer et punir, vidéo, 64 min
- 2006 : Libera me, vidéo, 10 min
- 2004 : Les Hommes prophétiques, documentaire, vidéo, 120 min
- 2004 : Insurrection/résurrection
- 2002 : Le délégué et moi, vidéo, 23 min
- 2002 : Vous vous levez et ils applaudissent, vidéo, 30 min
- 2001 : L'Homme cathodique, fiction, vidéo, 44 min
- 2001 : Lycée Buffon, vidéo, 8 min
- 2001 : Merejkowsky, fiction militante, vidéo, 10 min
- 2001 : C'est la guerre, cinétract, vidéo, 15 min
- 2001 : Rendez-nous nos fréquences, cinétract, vidéo, 5 min 30
- 2000 : Le Tribunal, docu-fiction, vidéo, 17 min
- 2000 : Pourquoi voulez-vous manger ?, docu-fiction, vidéo, 20 min
- 2000 : À propos d'Eric P., docu-fiction, vidéo, 20 min
- 1998 : Le RMI c'est la vie avec un point d'exclamation à la fin, documentaire, vidéo, 52 min
- 1998 : Rencontre, documentaire, 180 min
- 1998 : Les parents n'aiment pas leurs enfants, vidéo, 6 min
- 1997 : Ensemble, fiction, 16 mm, 3 min, FR3.
- 1997 : La Petite Guerre, docu-fiction, vidéo, 52 min
- 1996 : C'est dimanche
- 1996 : Le Cinéaste, le Village et l'Utopie, documentaire auto-biographique, vidéo, 52 min
- 1995 : Nous voulons du chômage, fiction réaliste, 16 mm, 8 min
- 1995 : Le choix du peintre
- 1995 : De l'air, de l'air
- 1993 : Pool
- 1992 : Myrian II
- 1992 : C.O.M.E.D.I.E., fiction, 16 mm, 3 min
- 1987 : Igrok
- 1977 : Scène de ménage chez les gauchistes, fiction, 16 mm, 12 min
- 1976 : L'Affaire Huriez